# Pośrednia Przełęcz pod Kopą
Pośrednia Przełęcz pod Kopą (słow. Zadné Kopské sedlo, niem. Hinterer Kopper Pass, węg. Hátsó-Kopa-hágó) – trawiasta przełęcz na północno-wschodnim krańcu Tatr Wysokich, w ich słowackiej części, położona na wysokości ok. 1770 lub 1757 m. Wspólnie z Niżnią Przełęczą pod Kopą (Kopské sedlo, 1750 m) i Wyżnią Przełęczą pod Kopą (Predné Kopské sedlo, 1778 m) tworzy szerokie obniżenie Przełęczy pod Kopą, będące punktem granicznym między Tatrami Wysokimi a Bielskimi.
Podobnie jak Niżnia Przełęcz pod Kopą, także Pośrednia Przełęcz pod Kopą leży w grani głównej Tatr. Od strony południowo-zachodniej graniczy z Koperszadzką Czubą i jej bocznym wierzchołkiem, Koperszadzkim Zwornikiem, położonymi w Koperszadzkiej Grani – długiej północno-wschodniej grani Jagnięcego Szczytu. Na północ od Pośredniej Przełęczy pod Kopą, między nią a Niżnią Przełęczą pod Kopą, znajduje się niewybitna Mała Bielska Kopa. Ok. 100 m na południe od Pośredniej Przełęczy pod Kopą odgałęzia się od grani głównej na wschód boczny grzbiet, w którym położone są Wyżnia Przełęcz pod Kopą i Bielska Kopa. Pomiędzy Wyżnią, Pośrednią i Niżnią Przełęczą pod Kopą rozciąga się trawiasta ubocz nazywana Koperszadzką Płaśnią (Kopská pláň).
Stoki zachodnie opadają z Pośredniej Przełęczy pod Kopą do Doliny Zadnich Koperszadów. Z samego siodła zbiega jedna z dwóch odnóg żlebu do doliny – druga spada z Niżniej Przełęczy pod Kopą. Na wschód od Pośredniej Przełęczy pod Kopą znajduje się Koperszadzka Płaśń, opadająca w stronę Doliny Przednich Koperszadów.
Na siodło, w przeciwieństwie do pozostałych dwóch obniżeń Przełęczy pod Kopą, nie prowadzą żadne szlaki turystyczne. Najdogodniej wejść na nie można właśnie z Wyżniej lub Niżniej Przełęczy pod Kopą.
Nazwa przełęczy pochodzi od Bielskiej Kopy. Czasami stosowane jest błędne określenie Zadnia Przełęcz pod Kopą.

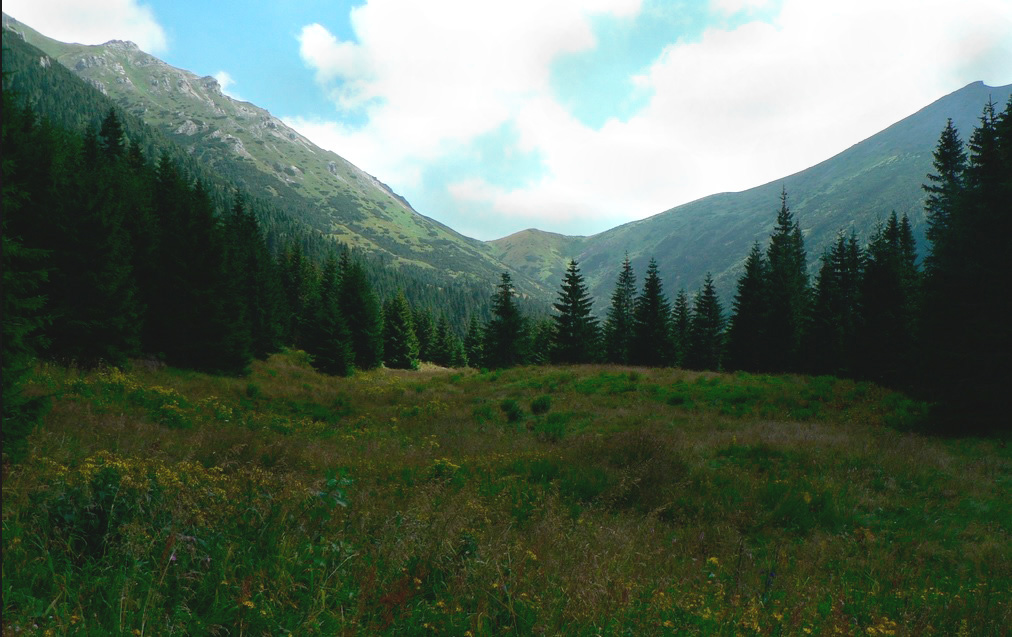
Niżnia i Pośrednia Przełęcz pod Kopą z Doliny Zadnich Koperszadów